# Finanzmarktregulierung
Finanzmarktregulierung ist eine spezielle Form der Staatstätigkeit, die mittels eines Regelwerks Finanzinstitutionen und das Marktgeschehen lenkt, beaufsichtigt und kontrolliert. Es soll die Anleger vor Ausfallrisiken schützen, Liquiditäts- und systemische Risiken reduzieren und somit die Geldversorgung einer Volkswirtschaft sowie Preisstabilität gewährleisten. Die Finanzmarktregulierung erstreckt sich auf alle drei Bereiche des Finanzmarktes: Banken, Versicherungen und Wertpapierhandel.

## Risiken
Die Entscheidung, ob in bestimmten Wirtschaftsbereichen und in welcher Art und welchem Umfang Regulierungsmaßnahmen durchzuführen sind, ist mit potentiellen Fehlerquellen belastet. Regulierung ist nur in den Marktbereichen ökonomisch sinnvoll, in denen keine effiziente Allokation der Ressourcen gewährleistet ist. Ebenfalls ein Problem ist die Wahl der richtigen „Werkzeuge“. Regulierung bindet sehr viele Ressourcen, die anderweitig eingesetzt werden könnten.
Ein weiteres Risiko verbirgt sich hinter der Globalisierung der Finanzmärkte. Grundsätzlich ist für die Finanzmarktregulierung des jeweiligen Landes ihre nationale Regierung zuständig. Dabei ist es für sie von Vorteil möglichst niedrigere Regulierungsmaßnahmen als das Ausland zu haben, um Kapital und Finanzgeschäfte in das Land zu holen. Diese Art von Regulierungspolitik führt für heimische Unternehmen zu Wettbewerbsvorteilen gegenüber dem Ausland, erhöht aber gleichzeitig die Wahrscheinlichkeit von Krisen im Inland, die aufgrund der Globalisierung auch andere Länder betreffen können.

## Geschichte
- Der Wertpapiersektor war bis 1980er Jahre hinein geprägt von einer weitgehenden Selbstregulierung der Börsen. Die Länder, die die Aufsichtszuständigkeit des Börsengeschehens hatten, verfolgten eine Politik der „Nicht-Einmischung“. Die Universalbanken, die eine Sitzmehrheit in den Verwaltungsgremien besaßen, unterstützten die Existenz der zahlreichen regionalen Börsen. In den 1980er Jahren begannen die deutschen Banken sich zunehmend am internationalen Wettbewerb zu orientieren. So gewann z. B. Investmentbanking immer mehr an Bedeutung. Die Banken setzten sich für Modernisierung und Zentralisierung des Wertpapierhandelns ein, um dadurch ihre Kosten zu senken und ausländische Investoren anzulocken. Gleichzeitig geriet das deutsche System der Selbstregulierung immer mehr in die Kritik, nicht zuletzt, weil es aus Sicht des Auslands als intransparent galt. Im Jahr 1994 gründete das Bundesministerium für Finanzen (BMF) einen neuen Geschäftsbereich „Bundesaufsichtsamt für den Wertpapierhandel“ (BaWe). Im gleichen Jahr trat das Wertpapierhandelsgesetz (WpHG) in Kraft.[2]
- Anders als im Wertpapiersektor begann die Regulierung des Bankensektors bereits mit der Bankenkrise der 1930er Jahre. Rechtsgrundlage für die staatliche Aufsicht über alle Kreditinstitute ist das Kreditwesengesetz, welches mit seiner Gründung auf das Jahr 1934 zurückgeht. 1961 errichtete Bundeswirtschaftsministerium (später Bundesfinanzministerium) das Bundesaufsichtsamt für das Kreditwesen (BAKred) als oberste Bundesbehörde.[3]

- Im Versicherungswesen besteht die Regulierung des Marktes schon seit länger als 100 Jahren. Bereits 1901 übernahm das kaiserliche Aufsichtsamt mit Sitz in Berlin auf Grundlage des Versicherungsaufsichtsgesetzes (VAG) die Beaufsichtigung und Marktregulierung von Privatversicherungen. 1952 übernahm diese Funktionen das neu errichtete Bundesaufsichtsamt für das Versicherungs- und Bausparwesen. Als 1972 die Aufsicht über Bausparkassen auf BAKred überging, änderte man die Bezeichnung in Bundesaufsichtsamt für das Versicherungswesen (BAV).

Zum 1. Mai 2002 verschmolz das Bundesaufsichtsamt für das Kreditwesen (BAKred) mit den damaligen Bundesaufsichtsämtern für den Wertpapierhandel (BAWe) und das Versicherungswesen (BAV) zur Bundesanstalt für Finanzdienstleistungsaufsicht (BaFin).

## Finanzmarktregulierung EU
Im März 2000 haben die Mitgliedstaaten beim Europäischen Rat in Lissabon eine weit reichende Harmonisierung der Finanzmarktregulierung in der EU beschlossen. Als Vorlage diente der Aktionsplan für Finanzdienstleistungen FSAP (Financial Services Action Plan). Dieser sollte zu einem einheitlichen, offenen und sicheren europäischen Binnenmarkt für Finanzdienstleistungen führen.

### Lamfalussy-Verfahren
Im Juli 2000 beauftragten die europäischen Finanzminister eine Sachverständigengruppe, bestehend aus 7 Zentralbänkern und Marktteilnehmern ein neues und schnelles Regelsetzungsverfahren für die EU Finanzmarktregulierung zu entwerfen. So entstand das sogenannte Committee of Wise Men unter dem Vorsitz von Alexandre Lamfalussy. Als Ziel wurden eine Beschleunigung und Flexibilisierung des gesamten Regulierungsverfahrens verankert, welche eine schnellere Anpassung der EG-Richtlinien an Marktveränderungen ermöglichen sollte. Das entwickelte Verfahren wurde 2001 als Lamfalussy-Verfahren vom Europäischen Rat in Stockholm angenommen.
Das Lamfalussy-Verfahren unterteilt die Regulierung in vier Ebenen. Ebene 1 beruht auf dem Mitentscheidungsverfahren gem. Art. 201 der Europäischen Verträge, auf welcher der Ministerrat und das Europäische Parlament über grundsätzliche politische Fragen entscheiden. Auf der nächsten Ebene regelt das Komitologieverfahren, welches aus dem CESR (Committee of European Securities Regulators) und dem ESC (European Securities Committee) besteht, zahlreiche technische Details. Auf der Ebene 3 übernehmen die nationalen Aufseher in CESR die Koordination der einheitlichen Umsetzung der EG-Richtlinien in einzelnen Mitgliedsstaaten. Auf der Ebene 4 erfolgt schließlich die Kontrolle der fristgerechten und vollständigen Umsetzung der EG-Richtlinien durch die EU-Kommission.

#### CESR
Das Committee of European Securities Regulators (CESR) ist ein unabhängiges Expertengremium für Wertpapiermärkte, in dem hochrangige Vertreter der nationalen Aufsichtsinstitutionen vertreten sind.

#### ESC
Das European Securities Committee ist der eigentliche Komitologieausschuss. Dieser besteht aus den Repräsentanten der Mitgliedstaaten und entscheidet über den von CESR vorgeschlagenen und vom Komitee vorgelegten Entwurf über die Durchführungsbestimmungen.

#### CEBS
Seit Ende 2003 wird das Lamfalussy-Verfahren auch für die Regulierung des Banken- und Versicherungssektors angewandt. Dabei werden die Aufgaben des CESR im Bankensektor vom Committee of European Banking Supervisors (CEBS) übernommen. Im Versicherungssektor ist das Committee of European Insurance and Occupational Pensions Supervisors (CEIOPS) mit den Aufgaben des CESR betraut.

### ESMA
Die neue europäische Wertpapieraufsicht ESMA mit ihrem Sitz in Paris soll ab dem Jahr 2011 die Ratingagenturen beaufsichtigen.

### EBA
Ab dem Jahr 2011 bekommt die Europäische Union auch eine neue Bankenaufsicht. EBA mit ihrem Sitz in London hat die Kompetenzen die Geschäftsbanken direkt anzuweisen und im Krisenfall die nationalen Aufsichtsbehörden zu Maßnahmen zu verpflichten.

### EIOPA
Aus dem bisher nur beratenden Komitee CEIOPS wird im Rahmen der Aufsichtsreform zum 1. Januar 2011 eine Behörde, die EIOPA (European Insurance and Occupational Pensions Authority) heißen soll und ihren Sitz in Frankfurt am Main haben wird. Mit der Umwandlung von CEIOPS zur europäischen Versicherungsaufsichtsbehörde EIOPA werden die Kompetenzen der EIOPA deutlich ausgedehnt. So kann EIOPA bindende Einzelentscheidungen an Versicherungsinstitute richten und soll bei Meinungsunterschieden zwischen nationalen Aufsichtsbehörden schlichten. Um im Krisenfall die Stabilität der Finanzmärkte zu sichern, soll EIOPA besondere Befugnisse bekommen und kann dadurch im Rahmen ihrer Zuständigkeiten die nationalen Aufsichtsbehörden mit einfacher Mehrheit zu Maßnahmen verpflichten.

### ESRB
Europäischer Rat für Systemrisiken (ESRB) soll als neues unabhängiges Gremium für die Überwachung und Bewertung der potentiellen Risiken für die Finanzmarktstabilität, die sich aus den ökonomischen Entwicklungen ergeben, eingesetzt werden. ESRB wird vor sich abzeichnenden, systemweiten Risiken warnen und entsprechende Empfehlungen zum Eindämmen dieser Risiken aussprechen.

### De-Larosière-Bericht
Beim De De-Larosière-Bericht handelt es sich um einen Bericht einer hochrangigen Expertengruppe unter der Leitung von Jacques de Larosière, dem ehemaligen Vorsitzenden des Internationalen Währungsfonds.
Der Bericht wurde am 25. Februar 2009 veröffentlicht. Er umfasst 68 Seiten mit 36 Empfehlungen zur Aufsicht über die europäischen Finanzsituationen und Finanzmärkte, sowie zur europäischen Kooperation zwischen den zuständigen Gremien und EU-Aufsichtsbehörden in Sachen Finanzstabilität, Frühwarnsysteme und Krisenmanagement.

## Finanzmarktregulierung USA

### Glass-Steagall Act
Glass-Steagall-Act bezeichnet zwei Bundesgesetze, die infolge der Großen Depression 1932 und 1933 vom damaligen US-Präsidenten Franklin D. Roosevelt erlassen wurden.
Diese Gesetze sahen u. a. die institutionelle Trennung der Geschäfts- und Investmentbanken vor, um die „Refinanzierung“ der Fehlspekulationen durch Kundeneinlagen zu verhindern. 1999 wurde der Glass-Steagall Act vom damaligen Präsidenten Bill Clinton wieder zurückgenommen.

### Dodd–Frank Act
Dodd-Frank Act, auch Dodd-Frank Wall Street Reform bezeichnet, ist der größte und bedeutendste Eingriff in die US-Finanzmarktregulierung seit den 1930er Jahren und lehnt sich im Wesentlichen an die so genannte Volcker-Regel an. Es umfasst über 225 neue Regelungen u. a. zur Risikominimierung der Anlagegeschäfte der Banken und nimmt Einfluss auf Kompetenzen der 11 US-Bundesbehörden. Das Gesetz wurde im Jahr 2010 von der Obama-Regierung verabschiedet.

## Finanzmarktregulierung weltweit
Die Anzahl und Bedeutung internationaler Gremien haben in den letzten Jahren insbesondere nach der Weltwirtschaftskrise von 2009 stark zugenommen. Ihre Aufgabengebiete umfassen Rechnungslegung und Jahresabschlussprüfung, Transparenz sowie die Geldwäsche und Terrorismusfinanzierung.
- IOSCO

Die Internationale Organisation der Wertpapieraufsichtsbehörden (International Organization of Securities Commissions) hat die Aufgabe der Überwachung der Rating-Agenturen. Im Rahmen dieser Aufgabe wurde von der IOSCO ein Verhaltenskodex aufgestellt (Code of Conduct), welcher zur Vermeidung von Interessenskonflikten beiträgt und die Vertraulichkeit der Informationen zwischen Rating-Agentur und Investor sicherstellt.
- FSB

Der Finanzstabilitätsrat (Financial Stability Board) fungiert seit 2009 als Nachfolger des Finanzstabilitätsforums (FSF) und beschäftigt sich mit der Entwicklung und Implementierung der Regeln zur Stabilisierung der Finanzmärkte.
- BCBS

Der Basler Ausschuss für Bankenaufsicht (Basel Committee on Banking Supervision) ist ein Forum für ständige Zusammenarbeit der nationalen Bankenaufsichten. Sein Ziel ist die Verbesserung der internationalen Bankenaufsicht durch Austausch der Informationen und Erfahrungen auf nationaler Ebene.
- IAIS

Die Internationale Vereinigung der Versicherungsaufsichtsbehörden (International Association of Insurance Supervisors) setzt sich ein für die Verbesserung der Regulierung der Versicherungsmärkte sowohl auf internationalen als auch auf nationalen Ebene. Ihr Ziel ist Förderung und Entwicklung von einem gut regulierten Versicherungsmarkt sowie die Sicherstellung der Stabilität von Finanzmärkten.
- Joint Forum

Das Joint Forum wurde 1995 unter der Schirmherrschaft der IOSCO, BCBS und IAIS gegründet und ist eine Zusammenkunft von Vertretern der Banken-, Wertpapier- und Versicherungsaufsichtsbehörden aus verschiedenen Ländern, die sich mit der Überwachung von Finanzkonglomeraten befasst.